# Miguel Ángel Reyes
Pour les articles homonymes, voir Reyes.
Reyes  Vergara est un nom espagnol. Le premier nom de famille, en général paternel, est Reyes ; le second, en général maternel, souvent omis, est Vergara.
Miguel Ángel Reyes Vergara, né le 26 mai 1992 à Bogota, est un coureur cycliste colombien.

## Biographie
Début mars 2020, la fédération colombienne de cyclisme annonce sur son site que lors d'un contrôle effectué hors-compétition, le 4 mars à Paipa, il a été découvert des substances interdites (S2) : des hormones peptidiques. Le coureur incriminé est Miguel Ángel Reyes, membre de la formation EPM-Scott. Celui-ci est suspendu provisoirement de toute compétition. Au premier semestre 2019, il avait remporté deux épreuves du calendrier national colombien, la Vuelta al Valle et la Vuelta a Antioquia. Alors proche de signer dans une formation européenne, en janvier 2022, la fédération nationale le sanctionne de quatre ans de suspension, jusqu'au 4 mars 2024.

## Palmarès
- 2017
  - 9e étape du Tour de Colombie
- 2018
  - 2e de la Vuelta a Cundinamarca
- 2019
  - Vuelta al Valle
  - Vuelta a Antioquia
    - Classement général
    - 3e et 4e étapes

  - 3e étape de la Clásica de Anapoima (contre-la-montre)
  - 1re étape de la Clásica de Fusagasugá (contre-la-montre)
  - 2e de la Clásica de Fusagasugá

## Classements mondiaux
| Année            | 2017 | 2018   |
| ---------------- | ---- | ------ |
| UCI America Tour | 186e |        |
| UCI Europe Tour  |      | 1 667e |